# 渡瀬弥太郎

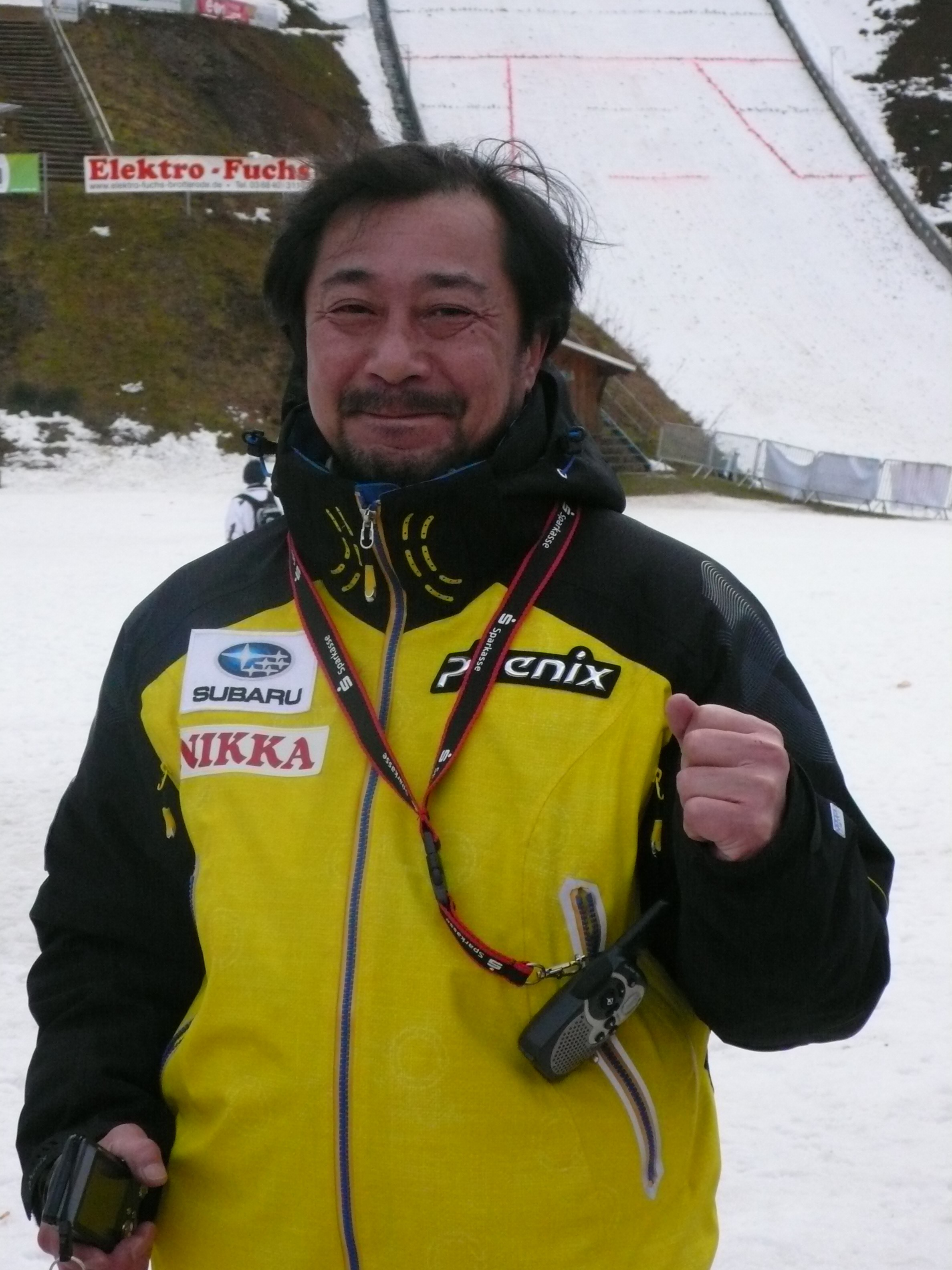
渡瀬弥太郎

渡瀬 弥太郎（わたせ やたろう、1960年〈昭和35年〉10月10日 - ）は、北海道留萌市出身のノルディックスキージャンプの元日本代表選手、スキージャンプ日本代表女子チームの監督、神戸クリニック女子ジャンプチーム監督。駒大岩見沢高校時代は、会沢仁康そして田中信一と共に駒沢三羽トリオと呼ばれ、当時指導にあたっていた北海道岩見沢地区で若手ジャンパーを育成していた真所勝昭などにさらに才能を磨かれ、日本のジャンプ界を代表する選手となる。1990年代中盤ころよりスキージャンプの技術的な変化、用具の変化、そしてV字型の空中フォームの導入などにより長身のジャンパーが圧倒的に有利になったが、渡瀬が活躍していた1980年代は必ずしも長身選手有利という時代ではなく、小柄な渡瀬も数々の優秀な成績を残している。日本代表の渡瀬雄太（雪印乳業）、渡瀬あゆみ（アインファーマシーズ）は実子。
日本女子ジャンプ代表のコーチとして高梨沙羅等を育成してきたが、2013年2月14日、日本女子ジャンプ代表のチーフコーチを辞任した。
留萌市留萌小学校 - 留萌市立港南中学校 - 駒澤大学附属岩見沢高等学校 - 雪印乳業。

## 主な成績
1974年 第12回全道ジャンプ大会 中学の部優勝
1976年 第3回HTB杯スキージャンプ大会 ジュニアの部4位
1977年 第56回全日本スキー選手権 高校の部3位
1978年
- 第56回全日本スキー選手権大会90m級21位
- 第5回HTB杯スキージャンプ大会 少年の部90m級2位
- 第19回雪印杯全日本ジャンプ大会 少年の部70m級7位
- '78 STVカップ国際公式記録会 少年の部90m級5位
- 第6回札幌オリンピック記念国際スキージャンプ競技大会 少年の部90m級4位
- 第17回STVカップ国際スキージャンプ競技大会 少年の部90m級第3位
- 第27回全国高等学校スキー大会 70m級7位
- 第30回北海道高等学校スキー大会 70m級5位
- 第33回北海道スキー選手権大会 少年の部70m級5位
- 第49回宮様スキー大会 少年の部70m級3位90m級10位
- 第20回HBCカップジャンプ競技会 少年の部90m級4位

1979年
- 第34回国民体育大会 少年の部90m級2位
- 第28回全国高等学校スキー大会70m級優勝
- 第31回北海道高等学校スキー大会70m級6位
- 第16回北海道新聞杯ジャンプ大会 少年の部90m級2位
- 第6回HTB杯争奪ジャンプ競技大会 少年の部90m級2位
- 第20回雪印杯全日本ジャンプ大会 少年の部90m級2位
- '79 STVカップ国際公式記録会 少年の部90m級2位
- 第7回札幌オリンピック記念国際スキージャンプ競技大会 少年の部90m級3位
- 第18回STV杯国際スキージャンプ競技大会 少年の部90m級2位
- 第20回NHK杯ジャンプ大会 少年の部90m級2位
- 第34回北海道スキー選手権大会 少年の部90m級2位
- 第14回倶知安町長杯全道ジャンプ大会 少年の部90m級2位
- 第21回HBC杯国際ジャンプ競技大会 少年の部90m級4位
- 第50回宮様スキー大会 少年の部90m級4位
- 第29回秩父宮賜杯スキー大会 少年の部90m級4位
- 第4回富良野ジャンプ大会 少年の部90m級4位
- 第14回雪印杯全日本ジャンプ旭川大会 少年の部60m級4位
- 第1回クナイスル杯宮の森ナイタージャンプ大会 少年の部70m級5位

1980年
- 第58回全日本スキー選手権大会70m級2位
- 第7回HTB杯スキージャンプ競技大会成年の部90m級3位
- 第21回雪印杯全日本ジャンプ大会成年の部90m級5位
- 第35回北海道スキー選手権大会 90m級3位
- 第21回NHK杯ジャンプ大会90m級5位
- 第35回国民体育大会冬季大会90m級2位
- 第30回秩父宮賜杯スキー大会90m級5位
- 第51回宮様スキー大会国際競技会70m級7位
- 第4回伊藤杯宮の森ナイタージャンプ大会70m級4位
- 第8回野沢温泉ジャンプ大会70m級5位

1981年
- 第8回HTB杯ジャンプ大会90m級2位
- 第22回NHK杯ジャンプ大会90m級3位
- 第52回宮様スキー大会国際競技会70m級4位
- 第23回HBC杯国際ジャンプ大会90m級3位
- 第12回田沢湖ジャンプ大会70m級5位
- 第2回NHK杯蔵王ジャンプ大会70m級5位
- 第5回伊藤杯 宮の森ナイタージャンプ大会70m級5位
- 第9回野沢温泉ジャンプ大会70m級3位

1984年
- スキージャンプ・ワールドカップ第13戦90m級15位

1985年
- ゼーフェルト世界選手権団体戦6位

1989年
- ワールドカップ第11戦90m級29位